# アイラ・ギトラー
アイラ・ギトラー（Ira Gitler、1928年12月18日 - 2019年2月23日）は、アメリカののジャズ史家、ジャーナリスト。レナード・フェザーと共著した『The Biographical Encyclopedia of Jazz』（最新版は1999年に出版）の著者であり、1950年代初頭からジャズ・レコードのライナーノーツを何百本も執筆し、ジャズとアイスホッケーという2つの情熱をかけるものに関する本も数冊執筆した。

## ジャズ
ギトラーはニューヨークのブルックリン区でユダヤ人の家庭に生まれた。1930年代後半から1940年代にかけてスウィング・バンドを聴いて育ったが、その後、チャーリー・パーカーやディジー・ガレスピーらによる新しい音楽を発見していった。1950年代初頭には、プレスティッジ・レーベルのレコーディング・セッションにおける音楽プロデューサーとして働いた。1950年代後半にジョン・コルトレーンの演奏を表現するために「シーツ・オブ・サウンド」という用語を作ったとされている。
ギトラーは1960年代に『ダウン・ビート』誌のニューヨーク編集者を務め、『メトロノーム』誌、『ジャズタイムズ』、『ジャズ・インプロヴ』、『モダン・ドラマー』、「ニューヨーク・タイムズ」、『サンフランシスコ・クロニクル』、『ヴィレッジ・ヴォイス』、『ヴァイブ』、『プレイボーイ』、『ワールド・モニター』、『ニューヨーク・マガジン』に寄稿した。海外では、『スイングジャーナル』（日本）、『ムジカ・ジャズ』（イタリア）、『ジャズ・マガジン』（フランス）に寄稿している。1974年にグッゲンハイム・フェローを受賞した。
ギトラーは、ニュージャージー・ジャズ協会（2001年）とジャズ・ジャーナリスト協会（2002年）から生涯功労賞を受賞した。
2017年、ギトラーはNEAジャズ・マスターズ・フェローシップを受賞した。

## アイスホッケー
ギトラーはアイスホッケーに情熱を傾け、このテーマに関する本を数冊執筆してきている。また、ニューヨーク・レンジャースやナショナル・ホッケー・リーグのかつての雑誌『Goal』にも寄稿した。彼は、2019年2月23日にニューヨークにて90歳で亡くなった。

## 著書
- Jazz Masters of the Forties (1966年、New York: Macmillan)
- Make the Team in Ice Hockey (1968年、New York: Macmillan)
- Hockey! The Story of the World's Fastest Sport, with Richard Beddoes and Stan Fischler (1969年、New York: Macmillan)
- Blood on the Ice: Hockey's Most Violent Moments (1974年、Chicago: H. Regnery Co.)
- The Encyclopedia of Jazz in the Seventies (1976年、New York: Horizon Press) ISBN 0-8180-1215-3 ※レナード・フェザーと共著
- Ice Hockey A to Z (1978年、New York: Lothrop, Lee & Shepard) ISBN 0-688-41842-2.
- Swing to Bop: An Oral History of the Transition in Jazz in the 1940s (1985年、New York: Oxford University Press) ISBN 0-19-503664-6
- The Biographical Encyclopedia of Jazz (1999年、New York: Oxford University Press) ISBN 0-19-507418-1 ※レナード・フェザーと共著、協力・『スイングジャーナル』（東京）
- The Masters of Bebop: A Listener's Guide (2001年、New York: Da Capo Press) ISBN 0-306-81009-3